# Георги Самандов
Георги Атанасов Самандов е български политик и инженер от партия „Български възход“. Народен представител от коалиция „Български възход“ в XLVIII народно събрание. Той е един от съдружниците в енергийния търговец „Мост енерджи газ“, където притежава 10% дял. Бил е директор „Енергийни пазари“ в Мост Енерджи. Живее в София със съпругата си, която също е от Гоце Делчев, те имат две деца. Негов баща е ген. Атанас Самандов.

## Биография
Георги Самандов е роден на 7 юни 1988 г. в Елхово, Народна република България. Завършва Езикова гимназия „Академик Людмил Стоянов“ в Благоевград, а след това специалност „Електроенергетика и електрообзавеждане“ от Техническия университет в София.
През декември 2013 г. е назначен за директор „Енергийни пазари“ в компания от сектор енергетика. Преди това е работил като търговски представител и инженер-енергетик също в компании от системата.
Георги Сарандов е сред учредителите на партия „Български възход“ през май 2022 г.